# The Man in Possession
The Man in Possession is een Amerikaanse filmkomedie uit 1931 onder regie van Sam Wood.

## Verhaal
Na een gevangenisstraf keert Raymond Dabney terug naar zijn gezin. Zijn moeder ontvangt hem met open armen, maar zijn vader en broer zijn minder blij met zijn komst. De plaatselijke sheriff biedt Raymond een baan aan. Hij moet het huis bewaken van Crystal Wetherby. Zij was vroeger rijk, maar sinds de dood van haar man kan ze de eindjes amper aan elkaar knopen. Raymond moet ervoor zorgen dat Crystal haar bezittingen niet verkoopt. Intussen gaat zij op zoek naar een rijke echtgenoot. 

## Rolverdeling
| Acteur              | Personage          |
| ------------------- | ------------------ |
| Robert Montgomery   | Raymond Dabney     |
| Charlotte Greenwood | Clara              |
| Irene Purcell       | Crystal Wetherby   |
| C. Aubrey Smith     | Mijnheer Dabney    |
| Beryl Mercer        | Mevrouw Dabney     |
| Reginald Owen       | Claude Dabney      |
| Alan Mowbray        | Charles Cartwright |
| Maude Eburne        | Esther             |
| Forrester Harvey    | Deurwaarder        |
| Yorke Sherwood      | Slager             |